# Jaroslav Volf (canoë-kayak)
Pour les articles homonymes, voir Jaroslav Volf.
Jaroslav Volf est un céiste tchèque pratiquant le slalom né le 29 septembre 1979 à Brandýs nad Labem.

## Palmarès

### Jeux olympiques
- Jeux olympiques de 2004 à Athènes,  Grèce
  -  Médaille de bronze en C2
- Jeux olympiques de 2008 à Pékin,  Chine
  -  Médaille d'argent en C2

### Championnats du monde de canoë-kayak slalom
- 1999 à La Seu d'Urgell,  Espagne
  -  Médaille d'or en C2 par équipe
- 2003 à Augsbourg,  Allemagne
  -  Médaille d'or en C2 par équipe
  -  Médaille d'argent en C2
- 2006 à Prague,  Tchéquie
  -  Médaille d'or en C2
  -  Médaille d'or en C2 par équipe
- 2007 à Foz do Iguaçu,  Brésil
  -  Médaille d'or en C2 par équipe
- 2010 à Tacen,  Slovénie
  -  Médaille d'argent en C2 par équipe
- 2013 à Prague,  Tchéquie
  -  Médaille d'or en C2 par équipe
  -  Médaille d'argent en C2

### Championnats d'Europe de canoë-kayak slalom
- 1998 à Roudnice nad Labem,  Tchéquie
  -  Médaille d'or en C2 par équipe
  -  Médaille d'argent en C2
- 2002 à Bratislava,  Slovaquie
  -  Médaille de bronze en C2
- 2004 à Skopje,  Macédoine du Nord
  -  Médaille d'or en C2
- 2005 à Ljubljana,  Slovénie
  -  Médaille d'or en C2
- 2006 à L'Argentière-la-Bessée,  France
  -  Médaille de bronze en C2 par équipe
- 2007 à Liptovský Mikuláš,  Slovaquie
  -  Médaille d'argent en C2
  -  Médaille d'argent en C2 par équipe
- 2009 à Nottingham,  Royaume-Uni
  -  Médaille d'or en C2 par équipe
- 2010 à Bratislava,  Slovaquie
  -  Médaille d'or en C2 par équipe
  -  Médaille d'argent en C2
- 2012 à Augsbourg,  Allemagne
  -  Médaille d'or en C2
  -  Médaille d'argent en C2 par équipe